# 恒久南
恒久南（つねひさみなみ）とは、宮崎県宮崎市内の地名。赤江地域自治区に属している。郵便番号は880-0915。2023年現在、恒久南1丁目-4丁目が設置されるが、住居表示実施地域ではない。

## 地理
宮崎市の中部、赤江地域自治区うち、JR日南線南宮崎駅東口にある住宅街地区。西から東へ恒久南1丁目-4丁目が設置されている。
北方を恒久、西方を東大淀2丁目、南東方を大字田吉、南西方を大字恒久 、南方を宮の元町と接する。

## 歴史
- 1977年 - 恒久・田吉の一部をもって恒久南が成立。

## 世帯数と人口
2023年（令和5年）7月1日現在の世帯数と人口は以下の通りである。
| 町丁        | 世帯数  | 人口   |
| ----------- | ------- | ------ |
| 恒久南1丁目 | 405世帯 | 693人  |
| 恒久南2丁目 | 560世帯 | 1149人 |
| 恒久南3丁目 | 456世帯 | 855人  |
| 恒久南4丁目 | 165世帯 | 313人  |

## 小・中学校の学区
市立小・中学校に通う場合、学区は以下の通りとなる。
| 町名                                 | 小学校             | 中学校               |
| ------------------------------------ | ------------------ | -------------------- |
| 恒久南1丁目・2丁目 恒久南3丁目の一部 | 宮崎市立恒久小学校 | 宮崎市立大淀中学校   |
| 恒久南3丁目の一部 恒久南4丁目        | 宮崎市立赤江小学校 | 宮崎市立赤江東中学校 |

## 交通

### 鉄道
日南線が通過し、一部は南宮崎駅構内にかかる。

### バス
宮交グループの運営するバスが営業している。

### 道路
- 宮崎県道337号城ヶ崎清武線

## 施設
- 南部記念体育館(宮崎市南部土地区画整理事業完了記念に作られたスポーツ施設)